# A-314

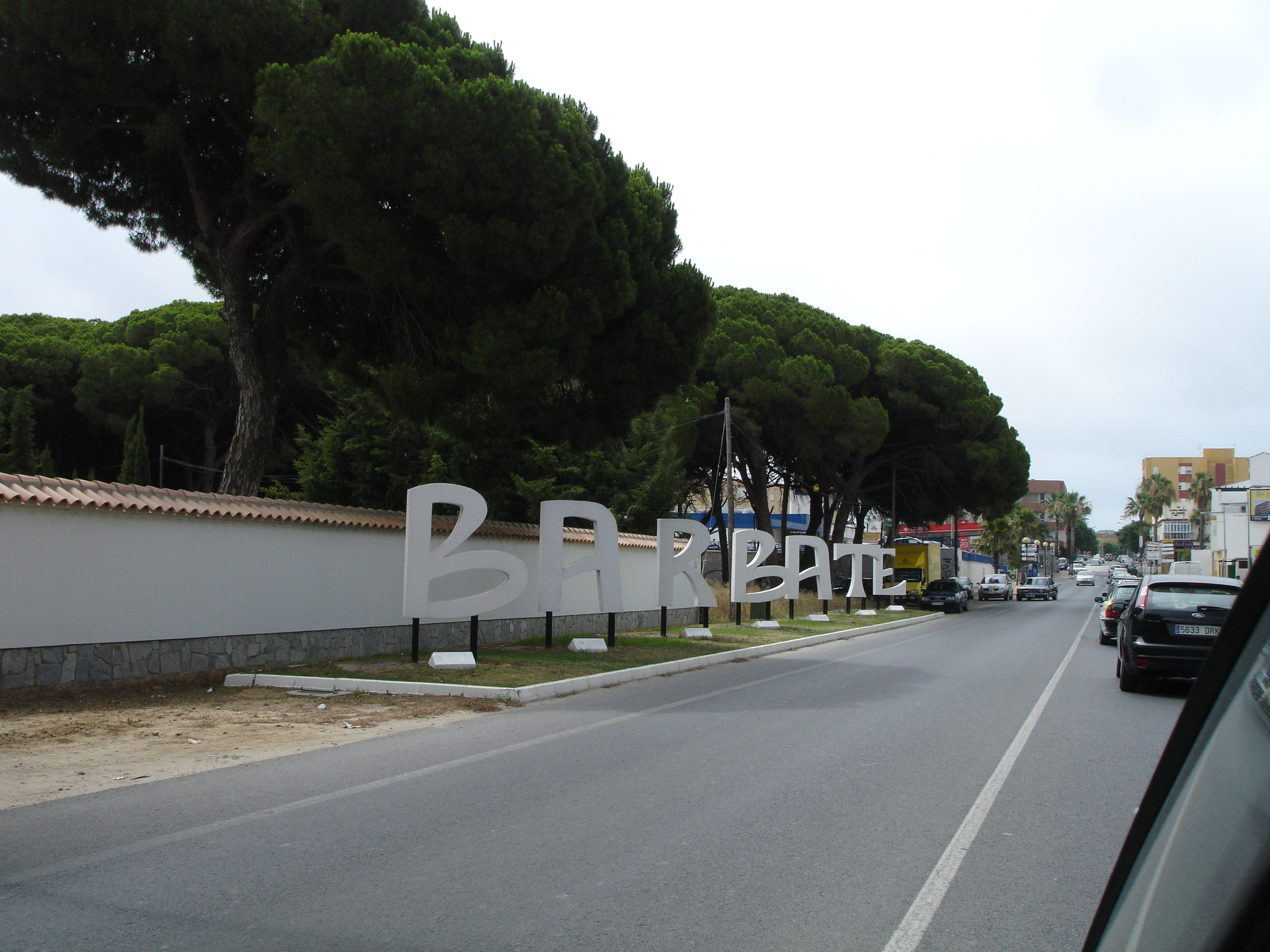
Entrada a Barbate desde la A-314.

La A-314 es una carretera andaluza en la provincia de Cádiz.
La carretera une Vejer de la Frontera con Barbate. Es la única vía de acceso a esta localidad desde una carretera nacional.
Su inicio está situado en un cruce de la N-340 al norte de Vejer. Continúa paralela al río Barbate por su margen derecha, pasa como variante de la barriada de La Oliva y termina en una rotonda en la avenida de Juan Carlos I en Barbate.
- Datos: Q5653238